# Sibine francesans
Sibine francesans är en fjärilsart som beskrevs av Dyar 1927. Sibine francesans ingår i släktet Sibine och familjen snigelspinnare. Inga underarter finns listade i Catalogue of Life.